# Per Ivar Moe
Per Ivar Moe (Ålesund, 11 novembre 1944) è un ex pattinatore di velocità su ghiaccio norvegese.

## Carriera
Vinse la più prestigiosa medaglia in carriera alle Olimpiadi di Innsbruck 1964, quando giunse secondo nella gara dei 5000 metri.

## Palmarès
Olimpiadi
- 1 medaglia:
  - 1 argento (5000 m a Innsbruck 1964)